# Rhizanthes infanticida
Rhizanthes infanticida är en tvåhjärtbladig växtart som beskrevs av H. Bänziger och B. Hansen. Rhizanthes infanticida ingår i släktet Rhizanthes, och familjen Rafflesiaceae. Inga underarter finns listade i Catalogue of Life.